# Dejan Zavec
Dejan Zavec, znany jako Jan Zaveck (ur. 13 marca 1976 w Ptuju) – słoweński bokser, trener bokserski i polityk, były zawodowy mistrz świata organizacji IBF w kategorii półśredniej.

## Życiorys
Jako amator wywalczył kilka tytułów mistrzowskich w boksie, zwyciężył także w kilku turniejach międzynarodowych. Zawodową karierę rozpoczął w marcu 2003. Pierwszej porażki doznał 29 listopada 2008 w swojej 27. walce, przegrywając niejednogłośnie na punkty z Rafałem Jackiewiczem. Po stoczeniu dwóch kolejnych zwycięskich walk stanął przed szansą zdobycia tytułu mistrza świata IBF. 11 grudnia 2009 zmierzył się z obrońcą tego tytułu Isaakiem Hlatshwayo i pokonał go przez techniczny nokaut w trzeciej rundzie, zdobywając pas mistrzowski. Jego przeciwnik był w tym pojedynku trzykrotnie liczony (jeden raz w drugiej rundzie i dwukrotnie w trzeciej rundzie). 9 kwietnia 2010 Dejan Zavec po raz pierwszy obronił mistrzowski tytuł, pokonując przez techniczny nokaut w ostatniej (12.) rundzie Rodolfa Martíneza.
4 września 2010 po raz drugi zmierzył się z Rafałem Jackiewiczem. Tym razem na punkty decyzją większości (w stosunku 117–111, 117–111 i 114–114) wygrał Słoweniec, który tym samym po raz drugi obronił pas mistrzowski. 18 lutego 2011 kolejny raz bronił pasa IBF, jego przeciwnikiem był Paul Delgado. Dejan Zavec znokautował Amerykanina w piątej rundzie, dodatkowo jego przeciwnik w drugiej rundzie był dwukrotnie liczony. 3 września 2011 stracił tytuł, przegrywając przed czasem z byłym mistrzem WBC Andre Berto; walka została przerwana w piątej rundzie przez lekarza z powodu mocnych rozcięć na twarzy Słoweńca. Na ring powrócił 24 marca 2012. Pokonał wówczas jednogłośnie na punkty w dwunastorundowej walce Bethuela Ushonę. Część branżowych komentatorów krytycznie oceniła sędziowanie w tym pojedynku. 9 marca 2013 Dejan Zavec przegrał jednogłośnie na punkty z Keithem Thurmanem; stawką pojedynku był pas WBO Inter-Continental wagi półśredniej. Ostatnią walkę stoczył 25 listopada 2015, pokonał go wówczas Erislandy Lara.
W 2006 ukończył studia na wydziale sportu i wychowania fizycznego Uniwersytetu w Nowym Sadzie, uzyskał uprawnienia trenera bokserskiego. W 2022 związał się z ugrupowaniem Ruch Wolności Roberta Goloba. W wyborach parlamentarnych w tym samym roku z jego ramienia uzyskał mandat posła do Zgromadzenia Państwowego.

## Wyróżnienia
W 2010 wyróżniony tytułem słoweńskiego sportowca roku w plebiscycie organizowanym przez stowarzyszenie słoweńskich dziennikarzy sportowych.